# Mięsień prostownik krótki palców
Mięsień prostownik krótki palców (łac. musculus extensor digitorum brevis) – w anatomii człowieka płaski, cienki mięsień kończyny dolnej, należący do grupy mięśni grzbietu stopy. Zaczyna się wspólnie z mięśniem prostownikiem krótkim palucha (który bywa traktowany jako jego część, a nie osobny mięsień) na górnej i bocznej powierzchni kości piętowej, bocznie od zatoki stępu. Oba mięśnie rozdzielają się i boczna strona stanowiąca prostownik krótki palców przechodzi w trzy ścięgna prowadzące do palców II, III i IV, łączące się od strony bocznej ze ścięgnami mięśnia prostownika długiego palców i kończące się w rozcięgnach grzbietowych odpowiednich palców.
Wspólnie z mięśniem prostownikiem krótkim palucha unaczyniony jest przez tętnicę boczną stępu (gałąź tętnicy grzbietowej stopy) i gałąź przeszywającą tętnicy strzałkowej, a unerwiony przez nerw strzałkowy głęboki (L4–5, S1).
Mięsień ten prostuje palce II–IV w stawach śródstopno-paliczkowych i lekko je rozstawia.